# Victor Pace
Victor J. Pace (ur. 3 maja 1907, zm. 15 sierpnia 2000) – maltański piłkarz wodny, olimpijczyk. 
W 1928 roku wystąpił wraz z drużyną na igrzyskach olimpijskich w Amsterdamie (były to jego jedyne igrzyska olimpijskie). Podczas tego turnieju zagrał w dwóch spotkaniach. W 1/8 finału grał przeciwko reprezentacji Luksemburga (pierwsze spotkanie Malty na igrzyskach). Maltańczycy wygrali ten pojedynek 3–1. Dwa następne mecze Maltańczycy wysoko przegrali i nie zdobyli olimpijskich medali (odpowiednio: 0–16 z Francją i 0–10 ze Stanami Zjednoczonymi; Pace nie zagrał w meczu z Francją). Na tym turnieju Pace nie zdobył żadnego gola.